# De jeugd van Antoon der Kinderen door hemzelf beschreven anno 1892
De jeugd van Antoon der Kinderen door hemzelf beschreven anno 1892 zijn de jeugdherinneringen van de kunstenaar en hoogleraar prof. Antoon Derkinderen, verschenen in 1927.

## Geschiedenis
In 1894 trouwde Derkinderen (1859-1925) met kunstenares J.H. Derkinderen-Besier (1865-1944). Ter gelegenheid van hun verloving vroeg zij haar verloofde zijn jeugdherinneringen op papier te zetten. Dat deed hij, zoals zij meldt in de inleiding, op verschillende blaadjes. Zij bladerde die blaadjes na 33 jaar, kort na het overlijden van haar man, weer eens door. Uiteindelijk, zo gaf zij toe na schroom, besloot zij die herinneringen uit te geven, met name ten behoeve van zijn vele leerlingen. Zij gaf ook toe dat de herinneringen incompleet waren omdat haar man weer andere bezigheden had die hem in beslag namen. Ze had nog overwogen die aan te vullen met fragmenten uit bijvoorbeeld brieven van zijn hand maar ze had onvoldoende geschriften kunnen vinden die die functie zouden kunnen vervullen. Ze droeg het boekje aan Derkinderens leerlingen op aan het slot van haar te Amsterdam met november 1926 gedateerde inleiding.

### Uitgave
De herinneringen werden uitgegeven door de Bussumse uitgeverij C.A.J. van Dishoeck en gedrukt door de Amersfoortse boekdrukkerij fa. G.J. van Amerongen & Co. in 1927. De uitgave verscheen op klein, octavoformaat in ingenaaide vorm.

### Luxe uitgave
Van de uitgave werden twintig exemplaren gedrukt op papier van Pannekoek. Daarin was een portret opgenomen getekend door Debora Duyvis (1886-1974), een leerling van Derkinderen. Zij tekende ook de initialen en de sluitstukken (in rood gedrukt) die ze in hout sneed. Deze exemplaren werden op de pers genummerd.
De luxe uitgave is in perkament gebonden. Op het vooromslag is de titel in ornament in goud gestempeld. De titel is in goud op de rug gestempeld. De stijl van de uitvoering is die van de art nouveau.